# ایندیان هالو (ویرجینیا)
ایندیان هالو (به انگلیسی: Indian Hollow) یک منطقهٔ مسکونی در ایالات متحده آمریکا است که در شهرستان فردریک، ویرجینیا واقع شده‌است.